# Izolovaná soustava
Izolovaná soustava (např. těles nebo hmotných bodů) je označení pro soustavu entit, které sice mohou silově či jinak působit na sebe navzájem, ale na které nepůsobí žádné vnější síly či jiné okolní vlivy, tj. nedochází ani k výměně energie (např. tepla) či informace s okolím soustavy. Izolovaná soustava tedy nemá žádné interakce s okolím.
Izolované systémy ve skutečnosti neexistují. Reálné systémy totiž vždy se svým okolím interagují, tzn. reálné systémy jsou vždy otevřené. Za určitých podmínek lze však reálný systém (alespoň na omezenou dobu) považovat za izolovaný, což zjednodušuje jeho popis a umožňuje tvorbu vědeckých modelů sloužících k předpovídání chování takového systému.

## Vlastnosti
V izolované soustavě platí
- zákon zachování energie,
- zákon zachování hybnosti,
- zákon zachování momentu hybnosti.

To tedy znamená, že celková mechanická energie, hybnost a moment hybnosti izolované soustavy se zachovávají, tedy zůstávají konstantní.